# 영국 동물식약청
영국 동물식약청(영어: Animal and Plant Health Agency, APHA)은 영국 정부 산하의 기관으로, 동물 및 식물의 건강과 관련된 정책을 수립하고 질병 예방, 통제, 관리 업무를 수행한다. APHA는 동물 복지, 농업 생산성, 환경 보호 등을 목적으로 다양한 연구와 규제 활동을 진행한다.

## 역사

### 영국 수의국의 설립 (1865년)
영국 동물식약청의 기원은 1865년에 설립된 영국 수의국(British Veterinary Department)으로 거슬러 올라간다. 이 기관은 영국 내 가축 전염병, 특히 구제역(Foot-and-Mouth Disease)과 같은 주요 질병의 예방과 통제를 목적으로 설립되었다. 이는 영국 정부가 동물 건강을 체계적으로 보호하기 위한 첫 번째 조직적 시도로, 이후 수십 년 동안 영국의 동물 보건 체계에 중요한 기반이 되었다.

### 수의학 서비스와 연구소의 발전 (19세기 후반 - 20세기 초반)
19세기 후반과 20세기 초반에 걸쳐 영국의 수의학 서비스가 점차 확립되었고, 동물 질병의 연구와 관리가 보다 체계적으로 이루어졌다. 이러한 변화는 국가적으로 중요한 여러 수의학 연구소의 설립으로 이어졌으며, 이들 연구소는 동물 질병의 진단과 예방에 중대한 역할을 담당했다.

### 수의학 연구소 통합 및 동물 보건 서비스 강화 (1970년대 - 1980년대)
1970년대에서 1980년대 사이, 다양한 수의학 연구소와 동물 보건 서비스가 통합되면서 영국의 수의학적 대응 능력이 크게 향상되었다. 이 시기에 이루어진 통합은 동물 질병을 보다 효율적으로 관리하고 연구할 수 있는 구조를 형성하는 데 기여했다.

### 동물 보건 및 실험 연구원 (AHVLA) 설립 (2011년)
2011년 4월 1일, 동물 보건 조직(Animal Health)과 수의학 연구소(Veterinary Laboratories Agency, VLA)가 합병되어 동물 보건 및 실험 연구원(Animal Health and Veterinary Laboratories Agency, AHVLA)이 설립되었다. AHVLA는 동물 건강, 복지, 질병 예방, 연구 및 실험 기능을 통합하여 수행하는 기관으로, 영국의 동물 보건 정책에 중대한 역할을 했다.

### 영국 동물식약청 (APHA) 설립 (2014년)
2014년 10월 1일, AHVLA는 개편되어 현재의 영국 동물식약청(Animal and Plant Health Agency, APHA)으로 새롭게 출범했다. APHA는 동물 및 식물의 건강을 포괄적으로 관리하며, 질병 예방과 통제, 동물 복지 보장, 식물 건강 보호 등의 업무를 수행하고 있다. APHA는 영국 환경식품농촌부(DEFRA) 산하 기관으로서 영국 내에서 중요한 역할을 담당하고 있으며, 국내외 다양한 기관들과 협력하여 공중 보건 및 환경 보호에 기여하고 있다.

## 주요 역할 및 임무
APHA의 주요 역할은 다음과 같다.
- 동물 질병 예방 및 통제 : 가축 및 야생동물에서 발생하는 전염병을 감시하고, 발병 시 이를 효과적으로 통제하기 위한 조치를 시행한다.
- 동물 복지 보장 : 동물의 사육, 운송, 도축 등 모든 단계에서 복지 기준을 준수하도록 감독한다.
- 식물 건강 보호 : 식물 병해충의 확산을 막기 위해 감시하고, 필요한 경우 방제 작업을 수행한다.
- 국제 협력 : 동물 및 식물 건강 관련 국제 협약과 협력 프로젝트에 참여하여 글로벌 차원의 질병 예방 및 관리 활동을 지원한다.

## 조직 구조
APHA는 영국 환경식품농촌부(Department for Environment, Food & Rural Affairs, DEFRA) 산하에 위치하며, 주로 영국 내에서 활동을 수행하지만, 영국 전역의 지방 정부 및 기타 기관과도 협력한다. 기관은 다양한 부서로 구성되어 있으며, 각 부서는 동물 질병, 식물 병해충, 연구 및 개발, 검사 및 인증 등 특정 분야를 담당한다.

## 연구 및 개발
APHA는 동물 및 식물 건강과 관련된 연구를 수행하며, 이를 통해 새로운 질병에 대한 대비책을 마련하고, 기존 질병의 확산을 효과적으로 억제하는 방법을 개발한다. 연구 결과는 정부 정책 수립 및 관련 규제 마련에 중요한 역할을 한다.

## 협력 및 파트너십
APHA는 국내외 여러 기관들과 협력하여 동물 및 식물의 건강을 보호하는 다양한 프로젝트를 수행한다. 유럽 연합, 세계동물보건기구(OIE), 세계보건기구(WHO) 등과도 긴밀하게 협력하여 전 세계적인 질병 관리 및 예방에 기여하고 있다.

## 관련 법률 및 규제
APHA는 영국 내에서 동물 및 식물 건강과 관련된 법률과 규제를 시행한다. 여기에는 동물 복지법, 가축 질병 관리법, 식물 검역법 등이 포함된다. 기관은 이러한 법률의 준수를 감독하며, 위반 시 적절한 제재를 가한다.

## 참조
- 영국 정부 공식 웹사이트 APHA 페이지
- DEFRA 공식 웹사이트